# Gedion Zelalem
Gedion Zelalem (Berlino, 26 gennaio 1997) è un calciatore tedesco naturalizzato statunitense, di origini etiopi, centrocampista del New Mexico Utd.

## Biografia
Il 29 dicembre 2014 ha ottenuto la cittadinanza statunitense. Il giocatore - nato a Berlino - era emigrato negli Stati Uniti nel 2005.

## Caratteristiche tecniche
Accostato per caratteristiche tecniche a Cesc Fàbregas, si distingue per visione di gioco, capacità tecniche, la precisione nei passaggi e per la facilità nel dialogare con i compagni di reparto. Molto abile nelle verticalizzazioni, esprime al meglio le proprie doti nel ruolo di regista davanti alla difesa.

## Carriera

### Club

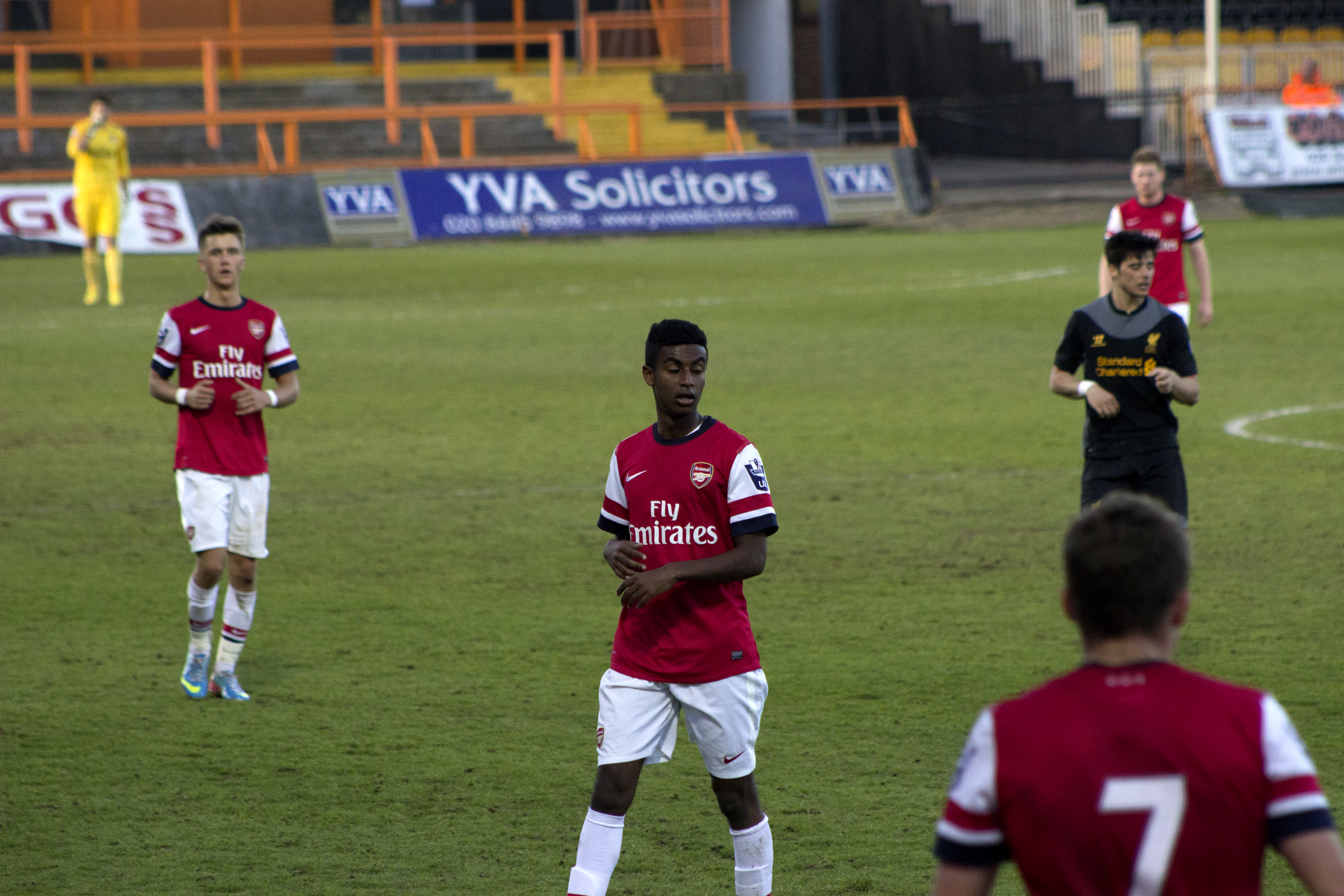
Zelalem con la divisa dei Gunners

Muove i suoi primi passi nel settore giovanile dell'Hertha Berlino. Nel 2006 si trasferisce negli Stati Uniti, dove - all'età di 14 anni - approda all'Onley Rangers.
Viene poi notato da un emissario dei Gunners nel 2013, entrando nel settore giovanile della società. Esordisce tra i professionisti il 24 gennaio 2014 in Arsenal-Coventry City (4-0) - partita valida per i sedicesimi di finale di FA Cup - subentrando al 26' della ripresa al posto di Alex Oxlade-Chamberlain. Il 18 marzo 2014 rinnova il proprio contratto fino al 2017.
Il 9 dicembre 2014 esordisce in UEFA Champions League contro il Galatasaray, sostituendo Mathieu Flamini nell'intervallo.
Il 24 agosto 2015 passa in prestito semestrale - con possibilità di rinnovo - ai Rangers. Il 23 novembre le due società si accordano per il rinnovo del prestito fino al termine della stagione.
Il 24 gennaio 2017 passa in prestito al VVV-Venlo, in Olanda.

#### Kansas City
L'11 marzo 2019, allo scadere del suo contratto con l'Arsenal, si trasferirà a titolo gratuito allo Sporting Kansas City. Inizialmente totalizzerà 9 presenze senza mai segnare, prima di essere ceduto in prestito allo Swope Park Rangers, la seconda squadra della società precedente. In questa esperienza totalizzerà solamente 7 presenze ed una sola rete.
Il 30 novembre 2019, rientra dal prestito, tornando allo Sporting Kansas City.

#### New York City
L'11 gennaio 2020, il precedente club ha deciso di rescindere il suo contratto, e subito dopo sarà acquistato dal New York City a parametro zero. Nei primi mesi, scenderà in campo solamente una volta, mentre poi inizierà a scendere in campo con più costanza, scendendoci per altre 7 volte.
Il 1⁰ gennaio 2021, il club statunitense deciderà di risolvere anticipatamente il suo contratto, ma 2 mesi dopo tornerà a far parte del club a causa dei troppi infortuni in squadra. Concluderà il resto della stagione con 11 presenze all'attivo

#### Approdo nei Paesi Bassi
Il 31 gennaio 2023, viene acquistato a titolo gratuito dal Den Bosch, militante nella Eerste Divisie, il secondo livello del campionato olandese.

### Nazionale
Prima di ottenere la cittadinanza statunitense, ha rappresentato la Germania a livello giovanile. Di origini etiopi, ha avuto la possibilità di scegliere se rappresentare l'Etiopia.
Il 13 maggio 2015 viene incluso da Tab Ramos nella lista dei convocati per il Mondiale Under-20, svoltosi in Nuova Zelanda.

## Statistiche

### Presenze e reti nei club
Statistiche aggiornate al 22 dicembre 2023.
| Stagione             | Squadra              | Campionato           | Campionato | Campionato | Coppe nazionali | Coppe nazionali | Coppe nazionali | Coppe continentali | Coppe continentali | Coppe continentali | Altre coppe | Altre coppe | Altre coppe | Totale | Totale |
| Stagione             | Squadra              | Comp                 | Pres       | Reti       | Comp            | Pres            | Reti            | Comp               | Pres               | Reti               | Comp        | Pres        | Reti        | Pres   | Reti   |
| -------------------- | -------------------- | -------------------- | ---------- | ---------- | --------------- | --------------- | --------------- | ------------------ | ------------------ | ------------------ | ----------- | ----------- | ----------- | ------ | ------ |
| 2013-2014            | Arsenal              | PL                   | 0          | 0          | FACup+CdL       | 1+0             | 0               | UCL                | 0                  | 0                  | -           | -           | -           | 1      | 0      |
| 2014-2015            | Arsenal              | PL                   | 0          | 0          | FACup+CdL       | 0               | 0               | UCL                | 1                  | 0                  | CS          | 0           | 0           | 1      | 0      |
| 2015-2016            | Rangers              | SC                   | 21         | 0          | SC+CdL          | 4+2             | 0               | -                  | -                  | -                  | SCC         | 1           | 0           | 28     | 0      |
| 2016-gen. 2017       | Arsenal              | PL                   | 0          | 0          | FACup+CdL       | 0+2             | 0               | UCL                | 0                  | 0                  | -           | -           | -           | 2      | 0      |
| gen.-giu. 2017       | VVV-Venlo            | EED                  | 9          | 1          | CO              | -               | -               | -                  | -                  | -                  | -           | -           | -           | 9      | 1      |
| 2017-2018            | Arsenal              | PL                   | 0          | 0          | FACup+CdL       | 0               | 0               | UEL                | 0                  | 0                  | CS          | 0           | 0           | 0      | 0      |
| 2018-mar. 2019       | Arsenal              | PL                   | 0          | 0          | FACup+CdL       | 0               | 0               | UEL                | 0                  | 0                  | -           | -           | -           | 0      | 0      |
| Totale Arsenal       | Totale Arsenal       | Totale Arsenal       | 0          | 0          |                 | 3               | 0               |                    | 1                  | 0                  |             | 0           | 0           | 4      | 0      |
| 2019                 | Sporting K.C.        | MLS                  | 9          | 0          | USOC            | 0               | 0               | CCL                | 0                  | 0                  | -           | -           | -           | 9      | 0      |
| 2019                 | Swope P.R.           | USL                  | 7          | 1          | -               | -               | -               | -                  | -                  | -                  | -           | -           | -           | 7      | 1      |
| 2020                 | New York City        | MLS                  | 0          | 0          | -               | -               | -               | CCL                | 0                  | 0                  | MLS-BT      | 1           | 0           | 1      | 0      |
| 2021                 | New York City        | MLS                  | 7          | 0          | -               | -               | -               | -                  | -                  | -                  | LC          | 0           | 0           | 7      | 0      |
| 2022                 | New York City        | MLS                  | 11         | 0          | USOC            | 2               | 0               | CCL                | 3                  | 0                  | -           | -           | -           | 16     | 0      |
| Totale New York City | Totale New York City | Totale New York City | 18         | 0          |                 | 2               | 0               |                    | 3                  | 0                  |             | 1           | 0           | 24     | 0      |
| gen.-giu. 2023       | Den Bosch            | EED                  | 12         | 0          | CO              | -               | -               | -                  | -                  | -                  | -           | -           | -           | 12     | 0      |
| 2023-2024            | Den Bosch            | EED                  | 18         | 0          | CO              | 0               | 0               | -                  | -                  | -                  | -           | -           | -           | 18     | 0      |
| Totale Den Bosch     | Totale Den Bosch     | Totale Den Bosch     | 30         | 0          |                 | 0               | 0               |                    | -                  | -                  |             | -           | -           | 30     | 0      |
| Totale carriera      | Totale carriera      | Totale carriera      | 94         | 2          |                 | 11              | 0               |                    | 4                  | 0                  |             | 2           | 0           | 111    | 2      |

## Palmarès

### Club

#### Competizioni nazionali
- Coppa d'Inghilterra: 2

Arsenal: 2013-2014, 2014-2015
- Community Shield: 3

Arsenal: 2014, 2015, 2017
- Scottish Challenge Cup: 1

Rangers: 2015-2016
- Scottish Championship: 1

Rangers: 2015-2016
- Eerste Divisie: 1

VVV-Venlo: 2016-2017
- Campionato MLS: 1

New York City: 2021